# Drakdödaren
Drakdödaren (originaltitel: Dragonslayer) är en amerikansk fantasyfilm från 1981 i regi av Matthew Robbins.

## Handling
En kung har ingått en pakt med en drake - om han offrar jungfrur till den, så lämnar draken hans rike ifred. En gammal trollkarl och hans unge lärling anmäler sig som frivilliga att döda draken innan det är dags att offra nästa jungfru - kungens egen dotter, Elspeth!

## Om filmen
Drakdödaren blev Peter MacNicols första film, och den spelades in i Wales och Skye, Skottland. MacNicol hävdar ofta att han skäms över filmen och nämner den aldrig i sitt CV.
16 olika drakar skapades för att spela Vermithrax, och eldkastare användes i scenerna där draken sprutar eld.

## Rollista i urval
- Peter MacNicol - Galen
- Caitlin Clarke - Valerian
- Ralph Richardson - Ulrich
- John Hallam - Tyrian
- Peter Eyre - Casiodorus Rex
- Albert Salmi - Greil
- Sydney Bromley - Hodge
- Chloe Salaman - Prinsessan Elspeth
- Emrys James - Valerians pappa
- Ian McDiarmid - Broder Jacopus